# Parque Indoamericano

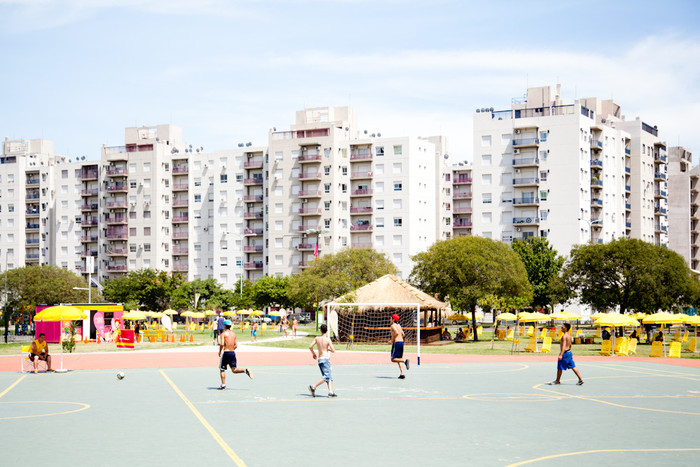
El Parque Indoamericano durante el evento Buenos Aires Playa

El Parque Indoamericano es uno de los mayores espacios verdes de la ciudad de Buenos Aires, Argentina. Se encuentra dentro del área del Parque Almirante Brown, en el barrio de Villa Soldati.

## Historia
Hasta mediados del siglo XX, la zona dentro de la cual se encuentra el parque fue conocida genéricamente como Bajo Flores. Era el área de influencia del Riachuelo, constantemente inundada con los desbordes de su intrincado curso. Durante décadas, se desarrollaron las obras de rectificación del Riachuelo y relleno de las tierras, buscando hacerlas transitables y habitables.
Gran parte del Parque estaba recorrida por el arroyo Cildáñez que actualmente está casi totalmente rectificado y corre oculto entubado.
Hacia fines de la década de 1960, comenzó la urbanización de la zona entonces nombrada Parque Almirante Brown, con la construcción de numerosos barrios de vivienda pública, como Lugano I y II y el Conjunto Soldati (construido en los años ´70). En 1978, el intendente de facto Osvaldo Cacciatore impulsó un monumental proyecto para la construcción de un parque de diversiones y uno zoofitogeográfico. El emprendimiento permitiría trasladar al viejo Zoológico Municipal y al Jardín Botánico, permitiendo liberar los terrenos de Palermo para futuros emprendimientos.
Sin embargo, de todo el proyecto solo llegó a inaugurarse parcialmente el parque de diversiones, llamado primero Interama y luego Parque de la Ciudad. En 1982, estalló el escándalo al descubrirse los sobreprecios e irregularidades en la concesión del emprendimiento, y así fue que el proyecto quedó inconcluso, y Cacciatore renunció a su cargo.
Mientras tanto, los terrenos del proyectado "Parque Zoofitogeográfico" quedaron abandonados, utilizados como depósitos de basura. Solo llegaron a construirse unos piletones para almacenamiento de agua que se hubieran utilizado para abastecerlo, y allí se formaría luego una villa de emergencia conocida precisamente como Los Piletones. Recién a fines de 1993 el entonces edil radical Carlos Louzán impulsó el proyecto del Parque Indoamericano, y finalmente la ordenanza municipal 47.533 de la Ciudad de Buenos Aires dispuso la creación del Parque Indoamericano, que incluiría el Paseo de las Malvinas y el Paseo de los Derechos Humanos,  de 10 hectáreas cada uno.
El Parque Indoamericano fue inaugurado el 1 de diciembre de 1995 por el intendente Jorge Domínguez. El 1 de abril de 1999, el jefe de gobierno Fernando de la Rúa inauguró el Paseo de las Malvinas, que constituye un Cementerio Simbólico con una llama eterna, donde se plantaron 649 cipreses en memoria a los soldados caídos durante la Guerra de Malvinas en 1982. El 11 de diciembre de 2006, el jefe de gobierno Jorge Telerman inauguró también el Paseo de los Derechos Humanos, dedicado a la memoria de las víctimas del terrorismo de Estado.
Por otro lado, a partir de 2005 el gobierno de Aníbal Ibarra se impulsó el proyecto para la construcción de un Centro de Información y Formación Ambiental, inaugurado en 2009, que monitorea durante las 24 horas la contaminación del aire, el agua y el suelo de la ciudad. En 2006, Jorge Telerman lanzó el proyecto del Polo Farmacéutico, en parte del predio del parque Indoamericano, en donde se instalarían once laboratorios, aunque finalmente el emprendimiento fue paralizado por la oposición que generó. En 2007, la Asociación Madres de Plaza de Mayo fue ganadora de un concurso de proyectos para la construcción de un barrio de vivienda social que reemplazaría al asentamiento de Los Piletones.

## SigloXXI
En diciembre de 2010, fue ocupado por 1.500 familias de los asentamientos informales, siendo en su gran mayoría procedentes de Bolivia, y Paraguay, según el censo ordenado por la jueza porteña Elena Libertori, quien determinó que el 95% de las personas censadas eran vecinos de la ciudad a pesar de que el parque era jurisdicción de la Ciudad, el gobierno nacional envió Gendarmería para cercar el parque y evitar incidentes y a la agrupación Albatros de la Prefectura Naval Argentina para custodiar los edificios aledaños. El 28 de diciembre los okupas dejaron el predio. El 25 de febrero de 2014 volvió a producirse una intentona de usurpación que incluyó el asesinato de un argentino
A comienzos de diciembre de 2010 vecinos tomaron el parque, la policía federal intervino para desalojar a los ocupantes que se encontraban en el Parque Indoamericano en Villa Soldati, si bien después de la represión la policía logró desocupar parte del parque, poco después llegaron muchas más familias al parque.

El 18 de diciembre hubo enfrentamientos con los vecinos que protestaban para que se desocupe el predio, que decantaron en enfrentamientos entre la policía y los vecinos, incluyendo quema de gomas de vehículos, y lanzamientos de bombas de estruendo sobre los agentes. Según denunciaron vecinos la toma fue realizada por Miguel Ángel Rodríguez, conocido como El Comandante o El Turco contratado por la cartera educativa porteña, quien está sindicado como uno de los recaudadores de las coimas de entre 4.000 a 15.000 pesos que se cobran para incluir en los listados del Instituto de Vivienda de la Ciudad (IVC).
Finalmente el fiscal encargado de investigar las causas de la toma, detuvo por lavado de dinero a uno de los organizadores de la usurpación, Antonio Marcelo Chancalay, acusado de haber intentado blanquear dinero de la venta ilegal de los lotes, tras encontrar pruebas que lo incriminaban en un allanamiento. Chancalay era un puntero de un partido político, empleado del gobierno de la ciudad, socio en una constructora contratista creada en 2009 y dedicada a la construcción de obra pública en la ciudad y colaborador de UNEN. Durante los conflictos territotiales en partes abandonadas del parque que estaba a cargo del gobierno porteño se produjeron las muertes de Rossemary Chura de 28 años, Bernardo Salgueiro, de 22 años, Wilson Ramón Fernández Prieto y José Ronald Meruvia. Mientras que dos días más tarde, Emiliano Canaviri Álvarez fue asesinado de un disparo en el pecho.

## Características
Es un espacio verde de 120 hectáreas, compuesto por terrenos antiguamente anegadizos utilizados como basurales e inutilizables. Luego del relleno de las tierras, y el abandono del proyecto Interama, permanecieron sin uso durante décadas, hasta que en el marco de la inauguración del Parque Indoamericano en los 70 se lo forestó con unos 4.000 árboles de diferentes tipos.
Debido a los antiguos usos del terreno, en 2005 se sospechó de la presencia de sustancias contaminantes en el subsuelo aunque finalmente los estudios arrojaron resultados negativos.